# 五台村
五台村（ごだいむら）は茨城県那珂郡にかつて存在した村である。

## 地理
- 現在の那珂市の南部に位置する。

## 歴史
村名は村を構成した5か村が台地に立地していたため五台村となった。

### 村域の変遷
- 1889年（明治22年）4月1日 - 町村制施行に伴い、豊喰新田・東木倉村・西木倉村・後台村・中台村が合併し那珂郡五台村が発足。
- 1955年（昭和30年）3月31日 - 菅谷町・額田村・芳野村・神崎村・戸多村・木崎村と合併し那珂町が発足。同日五台村廃止。
- 1957年（昭和32年） - 旧村域の一部（後台村の一部）が勝田市に編入。
- 1961年（昭和36年） - 旧村域の一部（西木倉・中台の各一部）が水戸市に編入。

| 1868年 以前 | 1868年 以前   | 明治22年 4月1日 | 昭和30年 3月31日 | 昭和32年 | 昭和36年     | 平成17年 1月21日 | 現在   |
| ----------- | ------------- | --------------- | ---------------- | -------- | ------------ | ---------------- | ------ |
|             | 豊喰新田      | 五台村          | 那珂町           | 那珂町   | 那珂町       | 市制             | 那珂市 |
|             | 東木倉村      | 五台村          | 那珂町           | 那珂町   | 那珂町       | 市制             | 那珂市 |
|             | 西木倉村      | 五台村          | 那珂町           | 那珂町   | 那珂町       | 市制             | 那珂市 |
|             | 水戸市 に編入 | 五台村          | 那珂町           | 那珂町   | 水戸市       | 水戸市           |        |
|             | 水戸市 に編入 | 五台村          | 那珂町           | 那珂町   | 水戸市       | 水戸市           | 中台村 |
|             | 那珂町        | 五台村          | 那珂町           | 那珂町   | 市制         | 那珂市           |        |
|             | 那珂町        | 五台村          | 那珂町           | 那珂町   | 市制         | 那珂市           | 後台村 |
|             | 勝田市 に編入 | 五台村          | 那珂町           | 勝田市   | ひたちなか市 | ひたちなか市     |        |

## 人口・世帯

### 人口
総数 [単位： 人]
| 1891年（明治24年） | 2,136 |
| 1920年（大正 9年） | 2,824 |
| 1935年（昭和10年） | 3,021 |
| 1950年（昭和25年） | 4,590 |

### 世帯
総数 [単位： 世帯]
| 1920年（大正 9年） | 585 |
| 1935年（昭和10年） | 560 |
| 1950年（昭和25年） | 828 |

## 交通

### 鉄道
- 日本国有鉄道（ → 東日本旅客鉄道）
  - ■水郡線
    - 後台駅

### 道路
- 二級国道
  - 国道118号